# Aspergillus versicolor
Aspergillus versicolor är en svampart som först beskrevs av Paul Vuillemin, och fick sitt nu gällande namn av Tirab. 1908. Aspergillus versicolor ingår i släktet Aspergillus och familjen Trichocomaceae.  Utöver nominatformen finns också underarten rutilobrunneus.